# Homalocerus
Homalocerus là một chi bọ cánh cứng trong họ Belidae.

## Phân loại
- Homalocerus acuminatus
- Homalocerus albidivarius
- Homalocerus antennalis
- Homalocerus argus
- Homalocerus balteatus
- Homalocerus exquisitus
- Homalocerus lyciformis
- Homalocerus miltomerus
- Homalocerus nigripennis
- Homalocerus plaumanni
- Homalocerus punctum
- Homalocerus xixim
- Homalocerus zikani